# Pencol
Pencol is een bestuurslaag in het regentschap Magetan van de provincie Oost-Java, Indonesië. Pencol telt 1282 inwoners (volkstelling 2010).